# سیارک ۱۷۹۱۴
سیارک ۱۷۹۱۴ (به انگلیسی: 17914 Joannelee، نامگذاری:1999FA54) هفده هزار و نهصد و چهاردهمین سیارک کشف شده‌است که در ۲۰ مارس ۱۹۹۹ کشف شد.
قدر مطلق سیارک برابر 15.5 است.